# Ratchet & Clank: Going Commando
Ratchet & Clank: Going Commando (også kendt som Ratchet & Clank 2) er fortsættelsen til Ratchet & Clank, spillet udkom i 2003.